# Allium obtusiflorum
Allium obtusiflorum là một loài thực vật có hoa trong họ Amaryllidaceae. Loài này được DC. mô tả khoa học đầu tiên năm 1805.